# 大橋理祐
大橋 理祐（おおはし りすけ、1899年（明治32年）10月 - 1954年（昭和29年）4月4日）は、大正から昭和前期の実業家、政治家。貴族院多額納税者議員。旧名・理三。

## 経歴
京都府京都市で西陣織物業・大橋理八の二男として生まれる。同志社大学経済科で学んだ。1925年（大正14年）家督を相続し理祐に改名した。
1923年（大正12年）陸軍歩兵少尉に任官し同中尉に昇進。退役後、家業の西陣織物業を営む。1930年（昭和5年）洋服部蝶屋商会を創業。その他、京都商工会議所副会頭、西陣織物工業組合理事長、全日本絹織物工業組合連合会理事、綾部製作所社長、(株) 三星取締役、京和商事取締役などを務めた。
日中戦争に出征し、留守第16師団副官、同司令部附、参謀本部調査事務嘱託などを務めた。以後、帝国在郷軍人会室町学区分会長、同上京区連合分会副長、同第16師管連合支部幹事、同連合分会副長及び分会長、同連合会長、同本部審議員、同京都師管連合支部副長などを務めた。
その他、銃後奉公会副会長、国防協会理事、京都日伊協会理事、人絹絹統制会評議員、大日本防空協会京都府支部評議員、軍人援護会京都府支部評議員、大政翼賛会京都府支部常務委員、翼賛壮年団長、大日本婦人会京都府支部顧問なども務めた。1942年（昭和17年）京都府多額納税者として補欠選挙で貴族院議員に互選され、同年9月25日に就任し、研究会に所属して1946年（昭和21年）2月28日まで1期在任した。その後、公職追放となった。

## 親族
- 母 大橋きぬ（祖父・大橋理右衛門長女）[3][4]